# Buenos Aires (Lares)
Buenos Aires es un barrio ubicado en el municipio de Lares en el estado libre asociado de Puerto Rico. En el Censo de 2010 tenía una población de 2291 habitantes y una densidad poblacional de 147,43 personas por km².

## Geografía
Buenos Aires se encuentra ubicado en las coordenadas 18°15′51″N 66°50′42″O / 18.26417, -66.84500. Según la Oficina del Censo de los Estados Unidos, Buenos Aires tiene una superficie total de 15,54 km², de la cual 15,54 km² corresponden a tierra firme y (0,02%) 0 km² es agua.

## Demografía
Según el censo de 2010, había 2291 personas residiendo en Buenos Aires. La densidad de población era de 147,43 hab./km². De los 2291 habitantes, Buenos Aires estaba compuesto por el 90,88% blancos, el 1,62% eran afroamericanos, el 0,44% eran amerindios, el 0,04% eran asiáticos, el 3,67% eran de otras razas y el 3,36% pertenecían a dos o más razas. Del total de la población el 99,61% eran hispanos o latinos de cualquier raza.